# Blechnum reflexum
Blechnum reflexum är en kambräkenväxtart som beskrevs av Eduard Rosenstock, M. Kessler och A. R. Sm. Blechnum reflexum ingår i släktet Blechnum och familjen Blechnaceae. Inga underarter finns listade.